# Český Krumlov
Pour les articles homonymes, voir Krumlov.
Český Krumlov (en allemand : Krumau) est une petite ville médiévale de la région de Bohême-du-Sud, en République tchèque, et le chef-lieu du district de Český Krumlov. Sa population s'élevait à 12 797 habitants en 2025.
Le centre historique de Český Krumlov est classé au patrimoine mondial par l'Unesco.

## Géographie
Český Krumlov est arrosée par la Vltava et se trouve à 22 km au sud-ouest de České Budějovice et à 141 km au sud de Prague, à proximité de l'Autriche.
La commune est limitée par Kájov à l'ouest et au nord-ouest, par Přísečná au nord-est, par Mirkovice à l'est, par Přídolí et Větřní au sud.

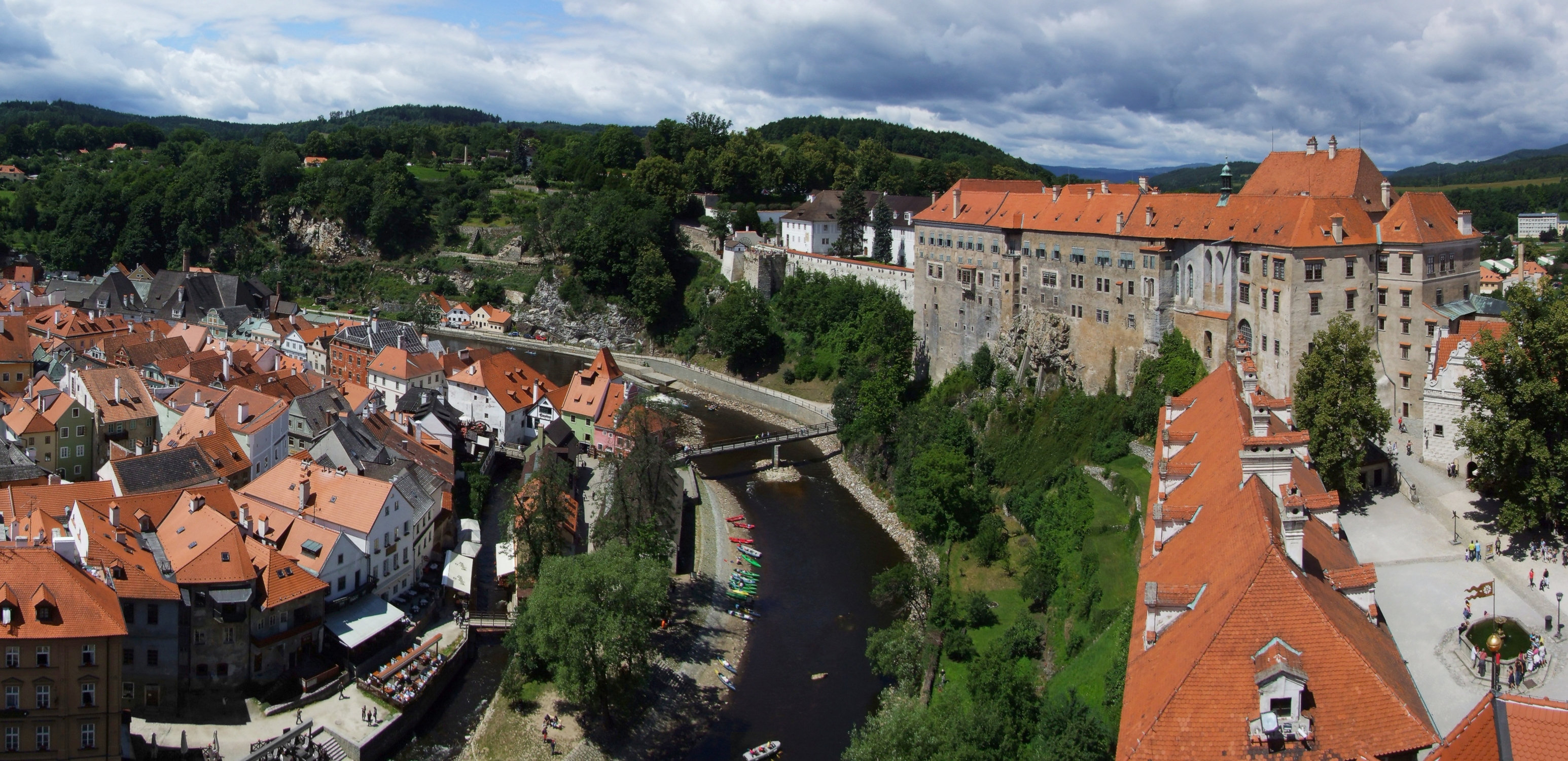
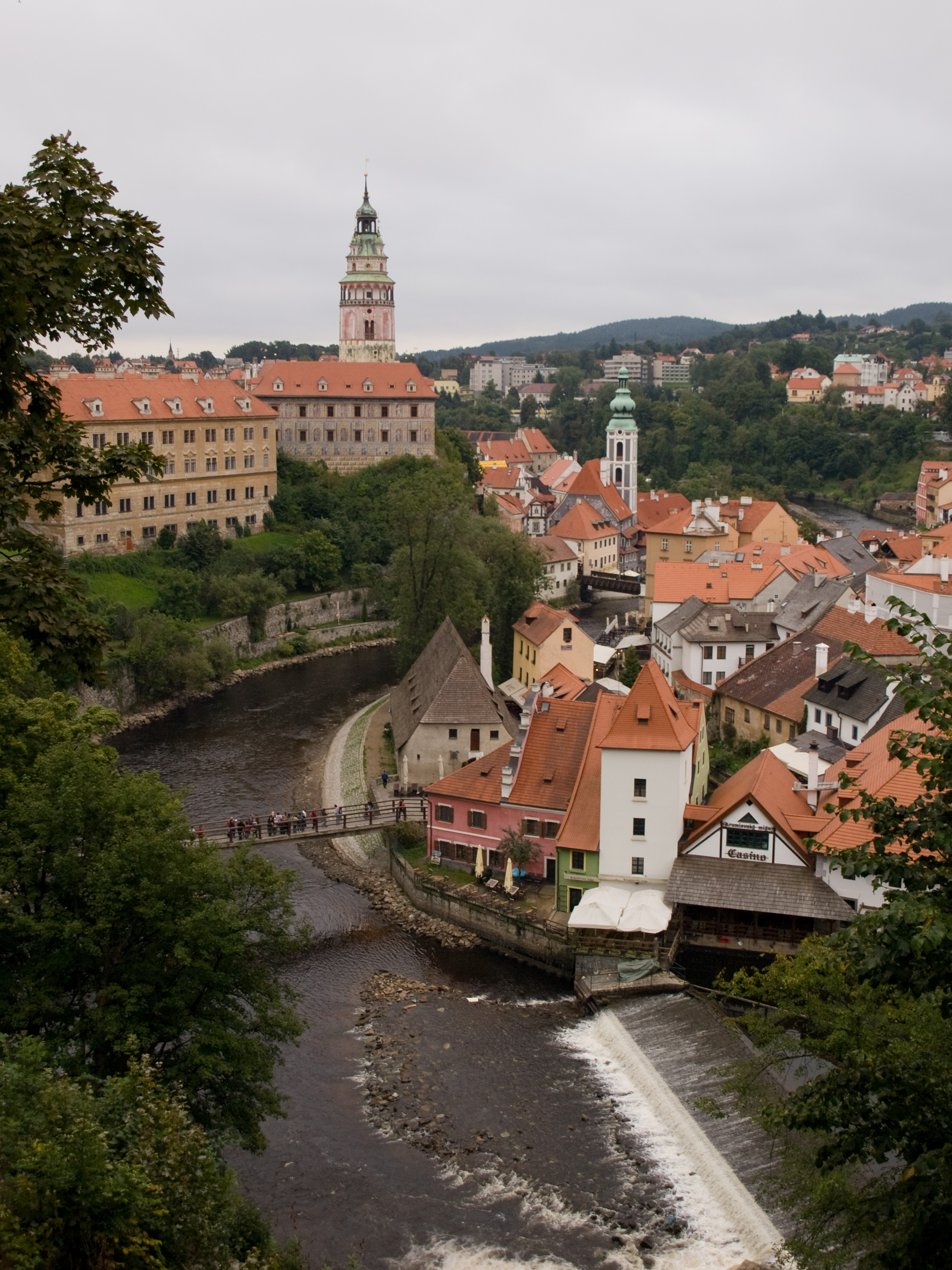
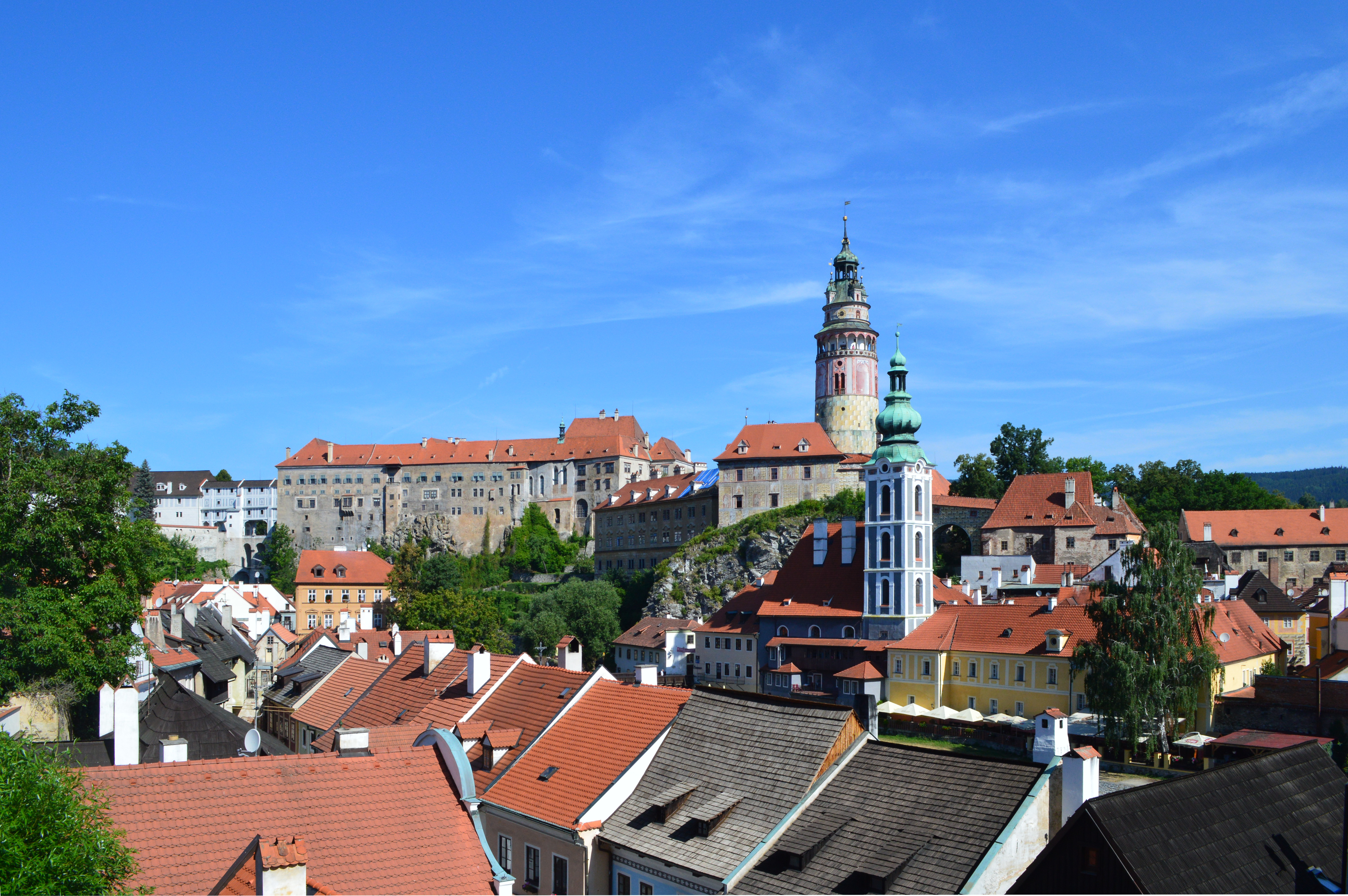
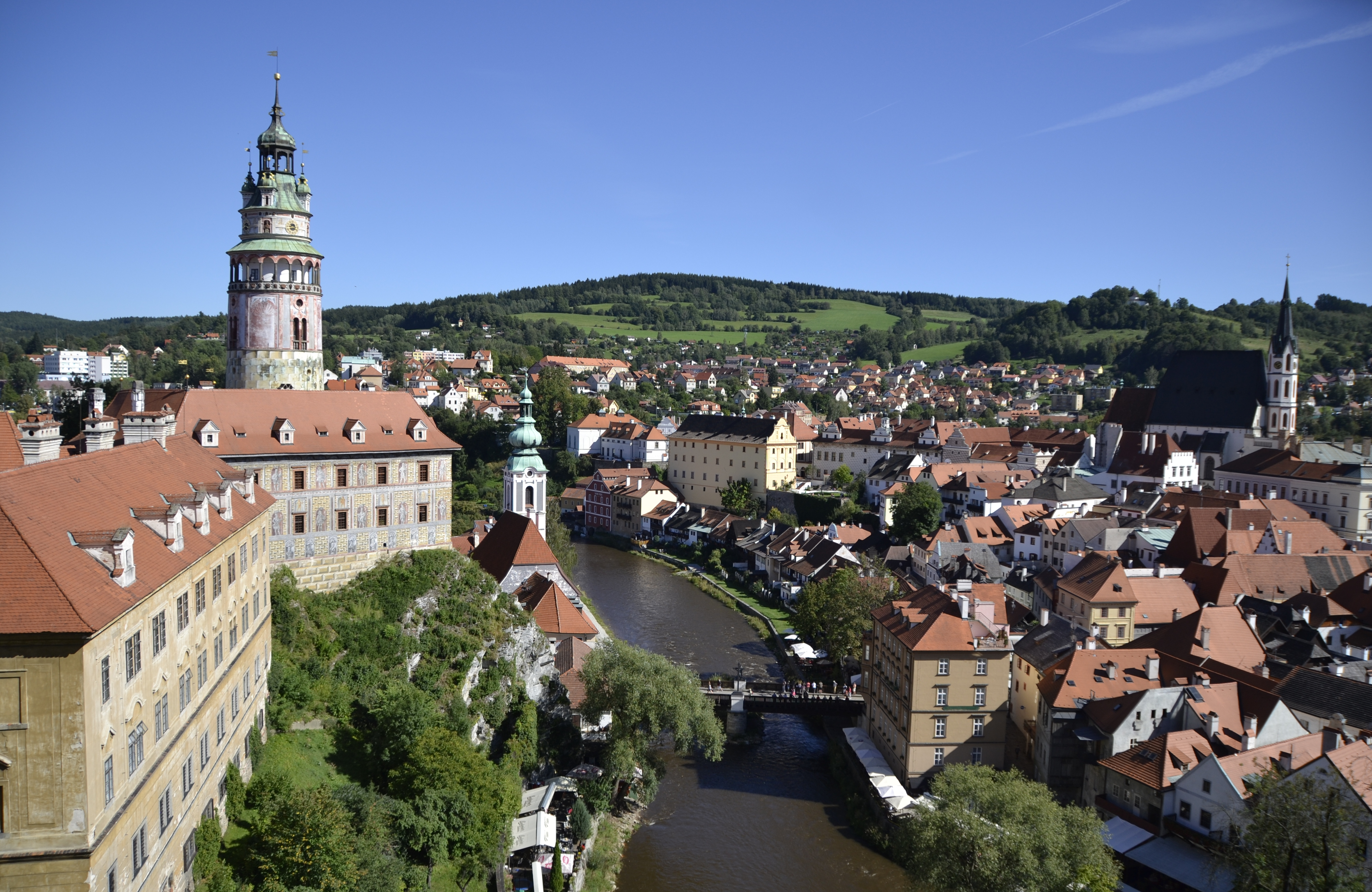
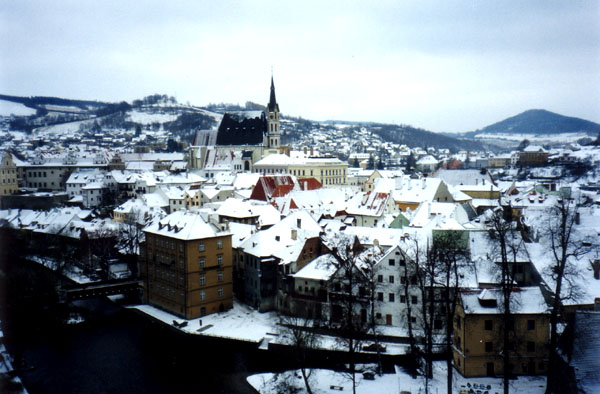
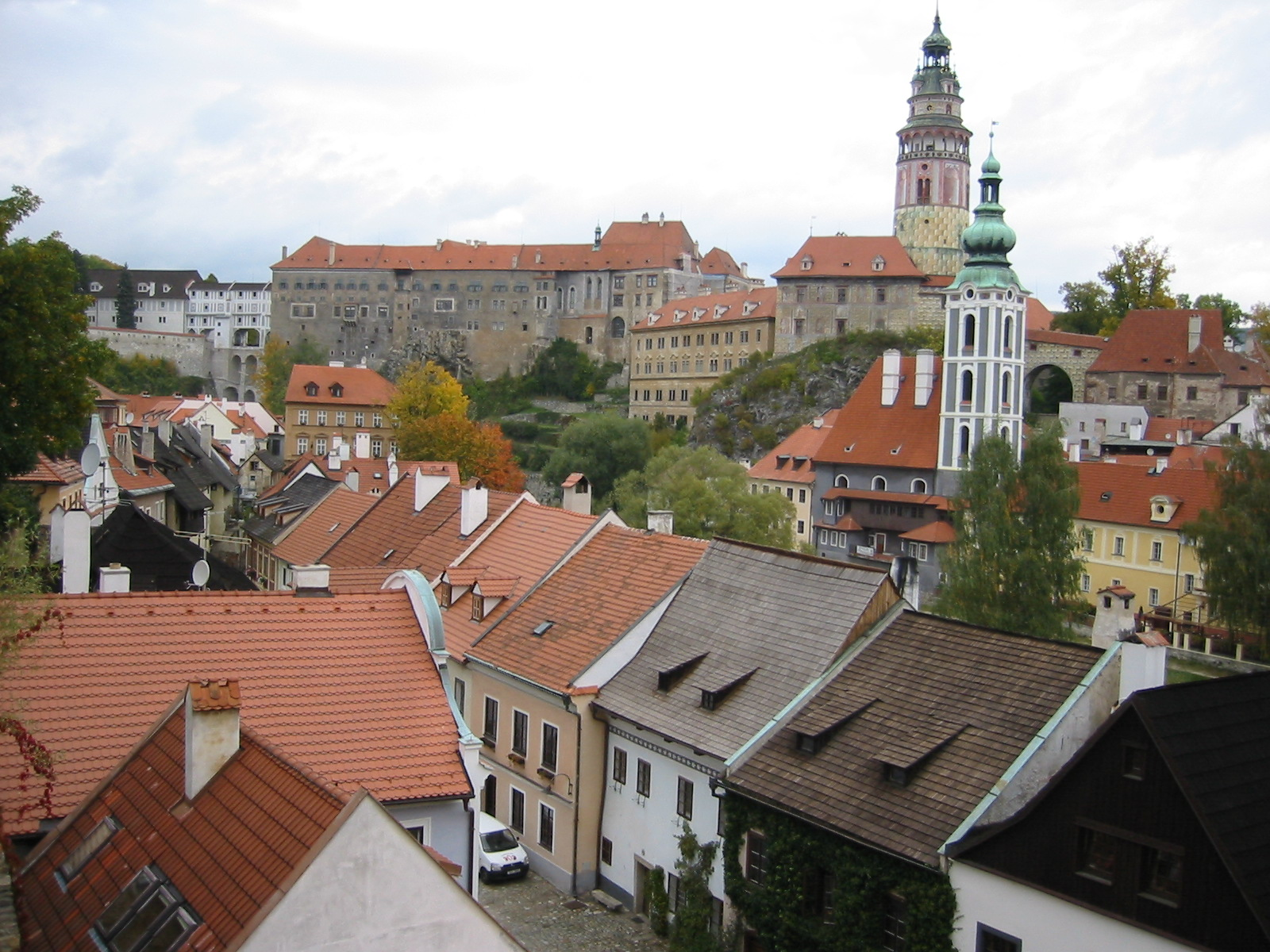

## Histoire
La fondation de la ville et du château date de la fin du XIIe siècle au bord de la Vltava, qui était une importante voie de communication en Bohême. En 1302, la ville et le château appartiennent à la maison de Rosenberg.
L'empereur Rodolphe II du Saint-Empire prend possession de la ville en 1602 et la donne à son fils. Plus tard, l'empereur Ferdinand II du Saint-Empire donne la ville à la maison de Eggenberg. La ville connaît au XVIIe siècle un rayonnement remarquable. Jean-Christian Eggenberg y fait édifier un théâtre baroque, au château. Ce théâtre a conservé son décor et la machinerie de l'époque. Puis de 1719 à 1945, le château appartient à la Maison de Schwarzenberg.
Une grande partie de l'architecture de la vieille ville, remontant à une période qui va du XIVe au XVIIe siècle, relève des styles gothique, Renaissance et baroque.
La ville fait partie de l'empire d'Autriche puis de l'Autriche-Hongrie (1866). En 1910, elle compte 8 662 habitants, dont 7 367 Allemands et 1 295 Tchèques.
Après la Première Guerre mondiale, Český Krumlov fait partie de la Haute-Autriche en République d'Autriche allemande. En novembre 1918, les troupes tchèques occupent la ville. Pendant l'Entre-deux-guerres, la ville appartient à la Tchécoslovaquie. Entre 1938 et 1945, elle est annexée au Troisième Reich, en tant que partie du territoire des Sudètes. Les Allemands sont expulsés après la Seconde Guerre mondiale et la restauration de la Tchécoslovaquie. Le château devient propriété de l'État en 1947.
Pendant l'ère communiste, Český Krumlov est laissée à l'abandon, mais depuis la Révolution de velours, la ville a été restaurée. Elle est devenue un important centre touristique et culturel, classé en 1992 au patrimoine mondial de l'humanité par l'UNESCO.

## Population
Recensements (*) ou estimations de la population :
| 1869* | 1880* | 1890* | 1900* | 1910* | 1921* |
| ----- | ----- | ----- | ----- | ----- | ----- |
| 7 071 | 8 106 | 8 903 | 9 412 | 9 485 | 9 078 |

| 1930* | 1950* | 1961* | 1970*  | 1980*  | 1991*  |
| ----- | ----- | ----- | ------ | ------ | ------ |
| 9 709 | 8 441 | 9 294 | 10 430 | 13 776 | 14 108 |

| 2001*  | 2011*  | 2016   | 2017   | 2018   | 2019   |
| ------ | ------ | ------ | ------ | ------ | ------ |
| 14 443 | 13 361 | 13 160 | 13 141 | 13 028 | 13 085 |

| 2020   | 2021*  | 2022   | 2023   | 2024   | 2025   |
| ------ | ------ | ------ | ------ | ------ | ------ |
| 12 981 | 12 278 | 12 461 | 12 907 | 12 944 | 12 797 |

## Administration
La commune se compose de dix sections :
- Domoradice
- Horní Brána
- Latrán
- Nádražní Předměstí
- Nové Dobrkovice
- Nové Spolí
- Plešivec
- Slupenec
- Vnitřní Město
- Vyšný

## Culture
La ville accueille régulièrement des festivals.

Les principales manifestations culturelles sont le festival de la « Rose à cinq pétales », le festival de musique ancienne ou le festival international de musique.
C'est aussi la ville d'origine de la mère du peintre Egon Schiele, chef de file de l'expressionnisme autrichien. En 1910, il a vingt ans, et il s'y installe pendant quelques mois avec sa compagne et modèle Wally Neuzil. En 1993, la ville lui rend hommage en créant La Maison des arts Egon Schiele (de).

## Patrimoine

### Château (Hrad)

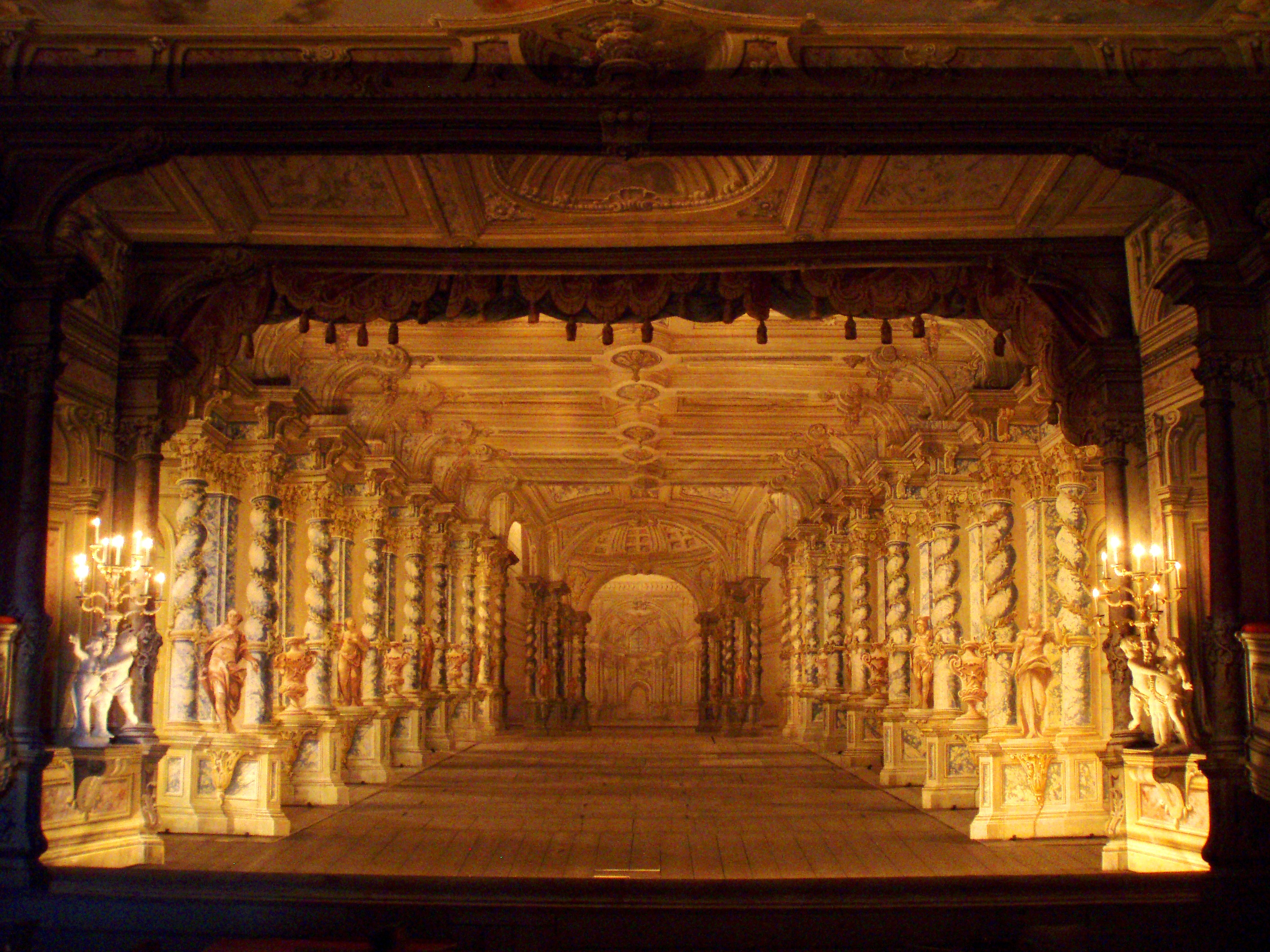
La scène du théâtre baroque du château.

L'un des monuments emblématiques de la cité est le château (Hrad), campé sur une hauteur dominant la ville. Il est relié au reste de la vieille-ville par une rue en pente raide et par un pont enjambant ses anciennes douves.
Passé la porte principale, un jeu de cours successives, décorées de sgraffites et de peintures murales, conduit à un théâtre baroque (Zámecké divadlo) et à des jardins. Ceux-ci conservent une fontaine rococo, ainsi qu'un pavillon de plaisance où sont données des représentations théâtrales durant la période estivale.
Si le château conserve une tour médiévale ornée de peintures en 1590, la majeure partie des bâtiments a été reprise dans les styles baroque et rococo.
À l'intérieur, la « salle des masques » est l'une des pièces les plus représentatives des fastes d'autrefois. Cette salle de bals est ornée de peintures en trompe-l’œil réalisées par Josef Lederer en 1748, sur le thème de la commedia dell'arte.

Krumau sur la Moldova (Petite ville III), Egon Schiele, 1914.
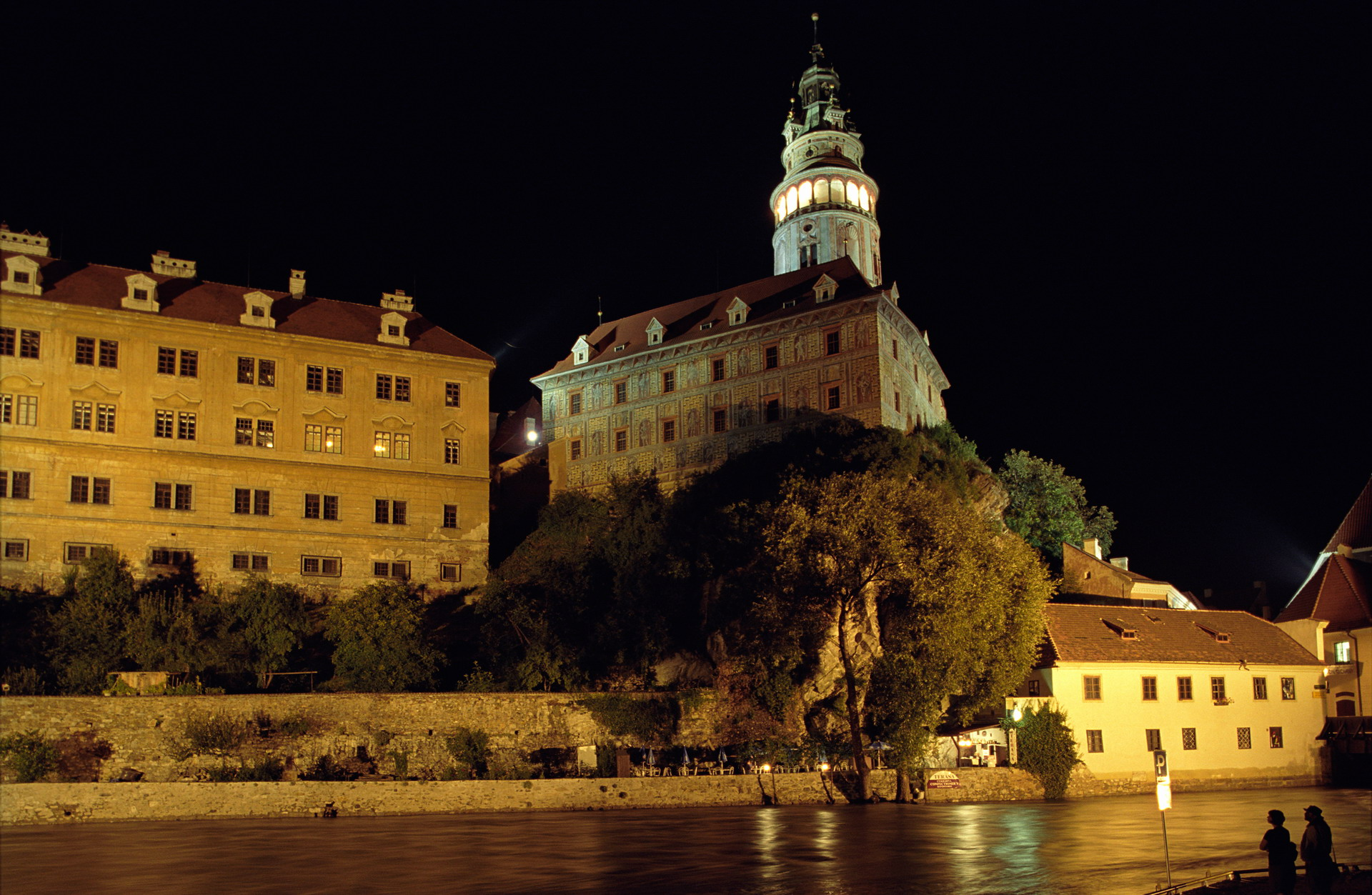
Le château (Hrad) illuminé.
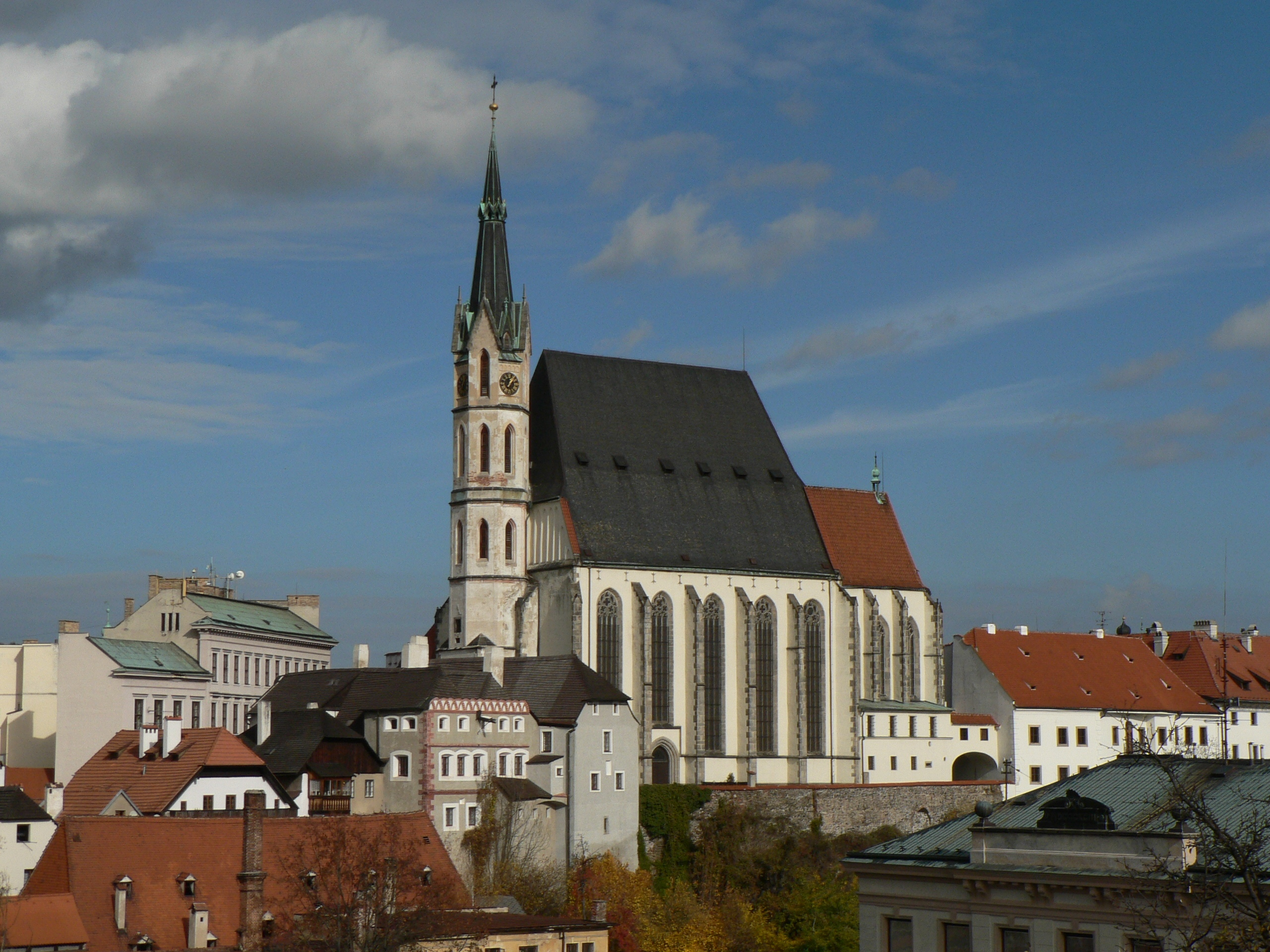
La basilique Saint-Guy.

### Basilique Saint-Guy (Kostel svatého Víta)
La basilique Saint-Guy (en tchèque Kostel svatého Víta) est l'un des sanctuaires majeurs de la ville. Fondée en 1309, elle fut reprise entre 1407 et 1439.

La basilique est basée sur un plan basilical à trois vaisseaux, l'ensemble étant représentatif du style gothique flamboyant.

Un clocher élancé, couronné d'une flèche polygonale, s'élève à l'angle de la façade occidentale.

L'intérieur conserve quelques fresques et abrite la sépulture de Guillaume de Rosenberg (Rožmberk en tchèque).

### Musées

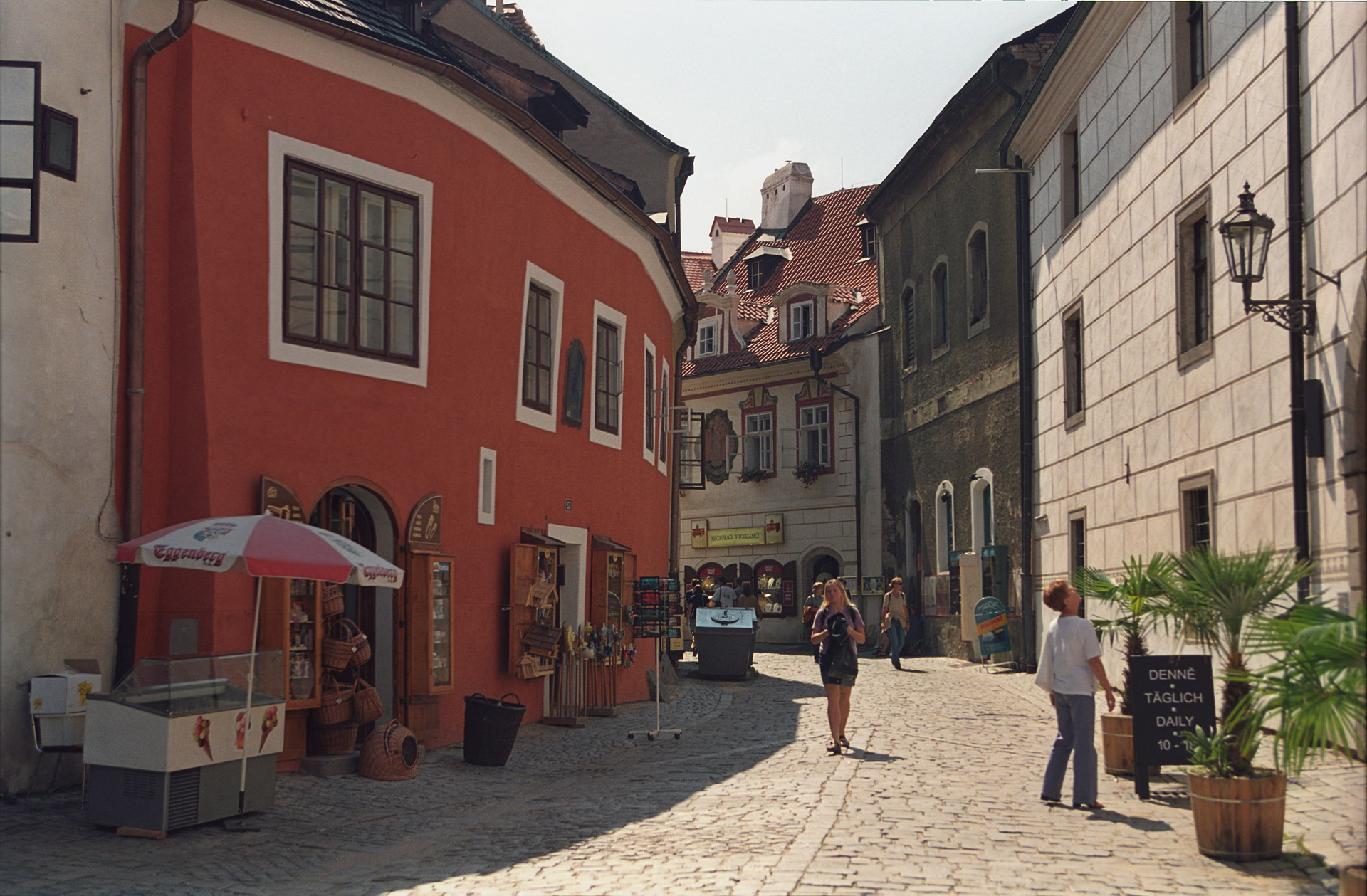
La rue Široká abrite le centre Egon Schiele.

- Centre Egon Schiele : présente des œuvres de cet artiste ayant vécu une dizaine d'années à Český Krumlov. Ce musée est installé dans une ancienne brasserie de la rue Široká.
- Musée régional (Okresní muzeum) consacré à l'histoire et aux découvertes archéologiques de la région.
- Musée de la torture dans le centre historique.

### Autres
- Monastère des Minorites
- Collège Jésuite
- Synagogue de Český Krumlov
- Colonne de Marie ou colonne de la Peste
- Hôpital Saint-Jost

## Personnalités
- Anna Chromý (1940-2021), peintre et sculptrice;
- Petr Muk (1965-2010), chanteur pop, en était originaire et y est inhumé;
- Egon Schiele (1890-1918), qui y a souvent séjourné et peint;
- Felix von Schwarzenberg (1800-1852), ministre des Affaires étrangères et chancelier de l'empire d'Autriche.

## Galerie

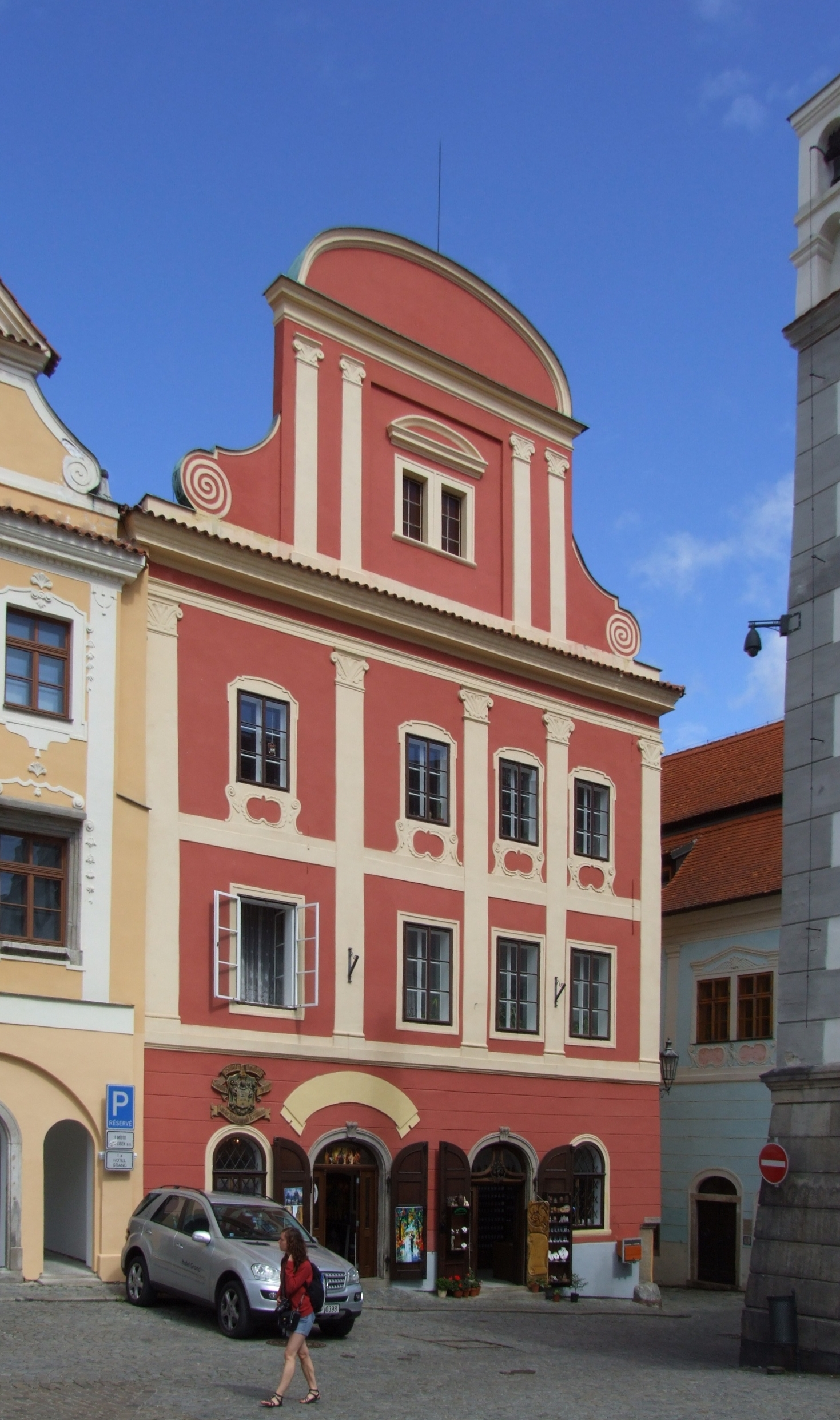
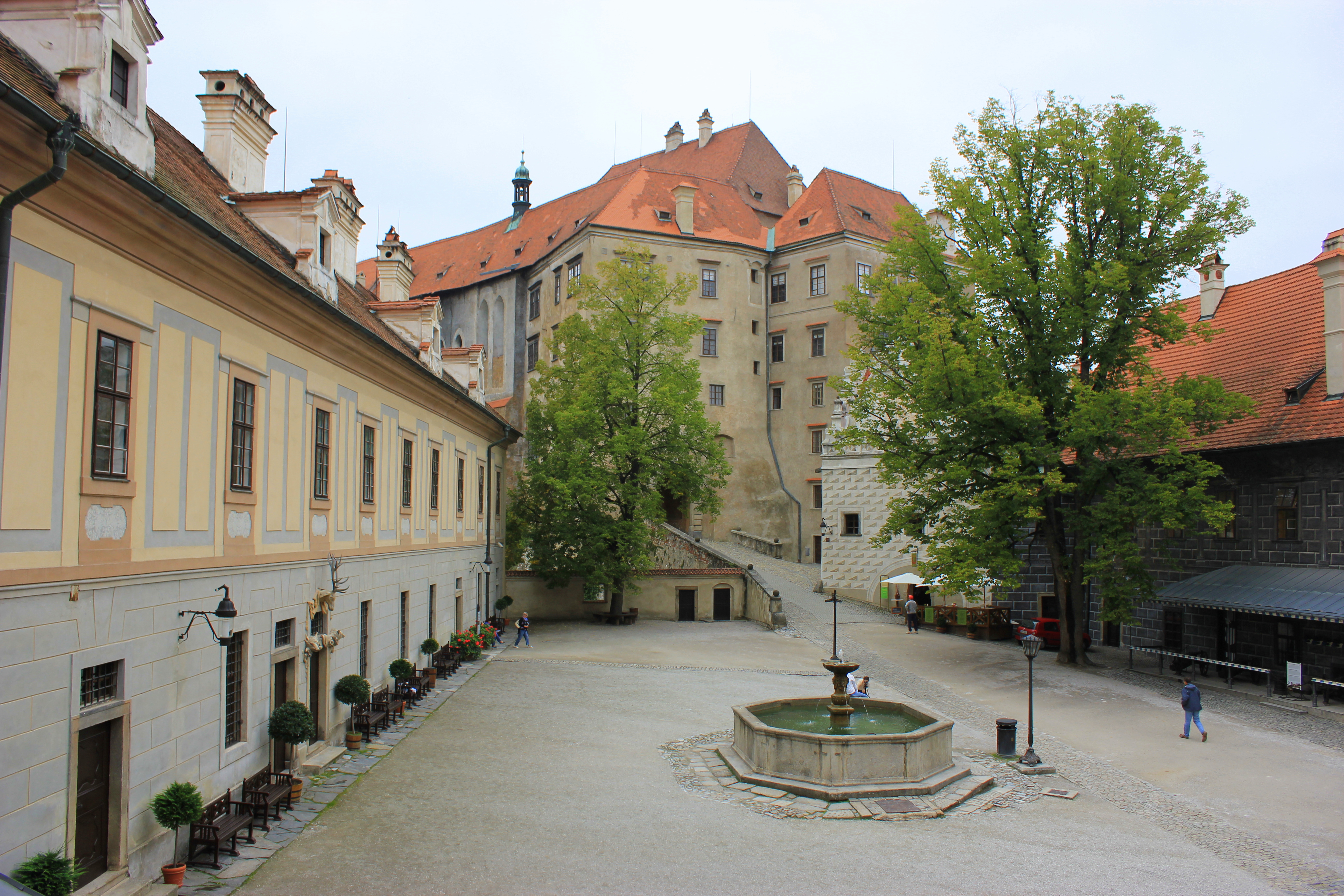
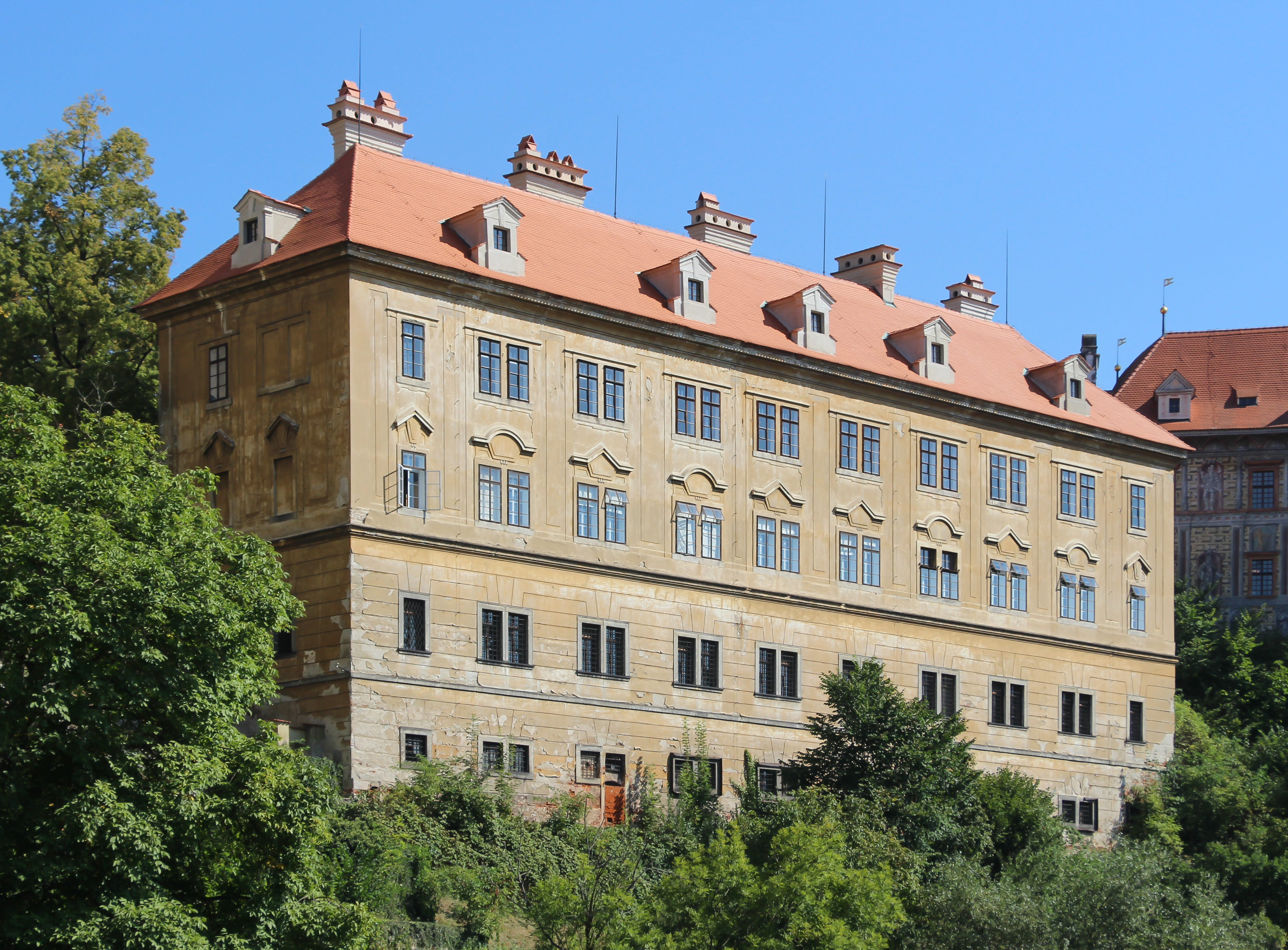
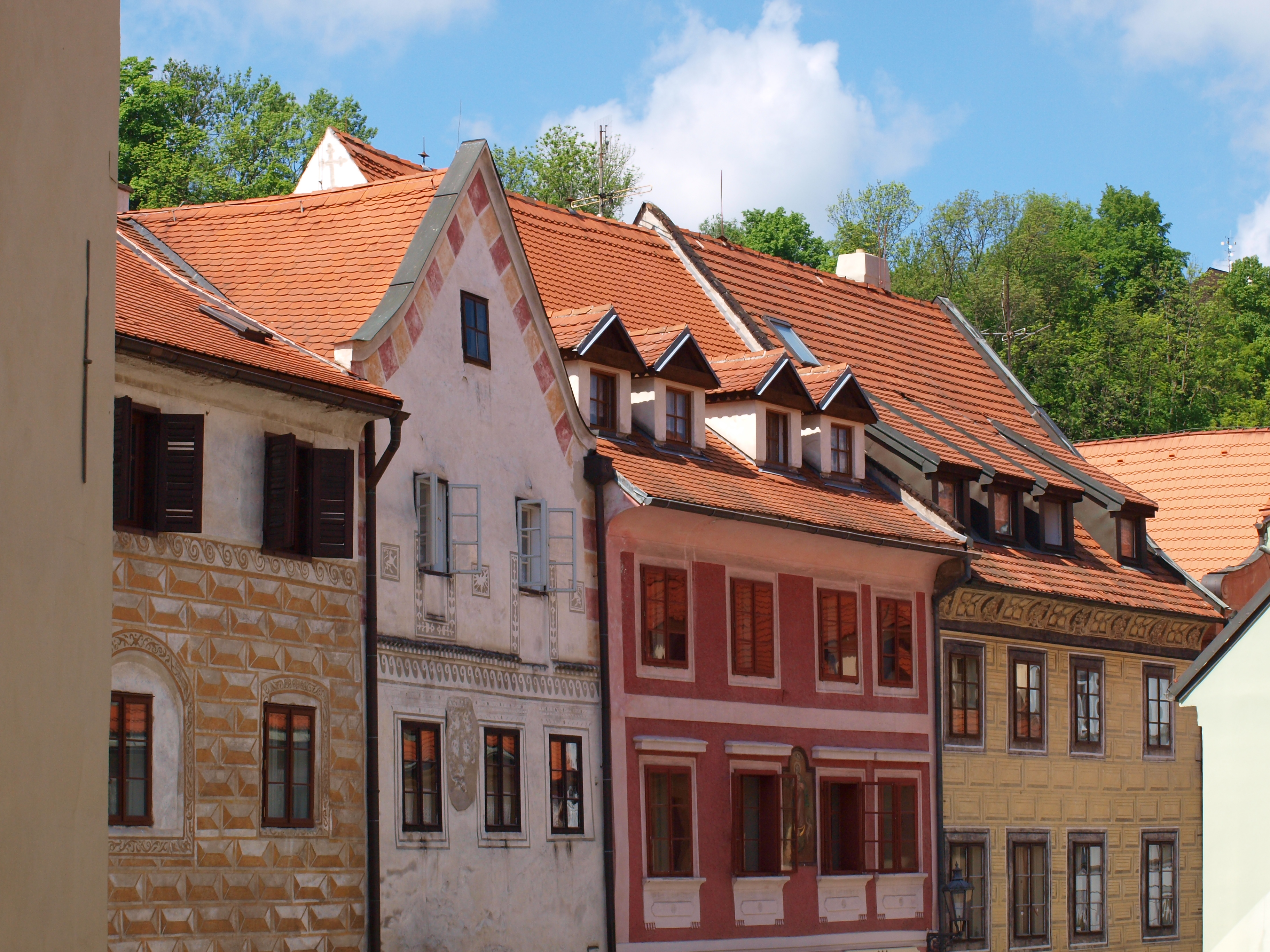
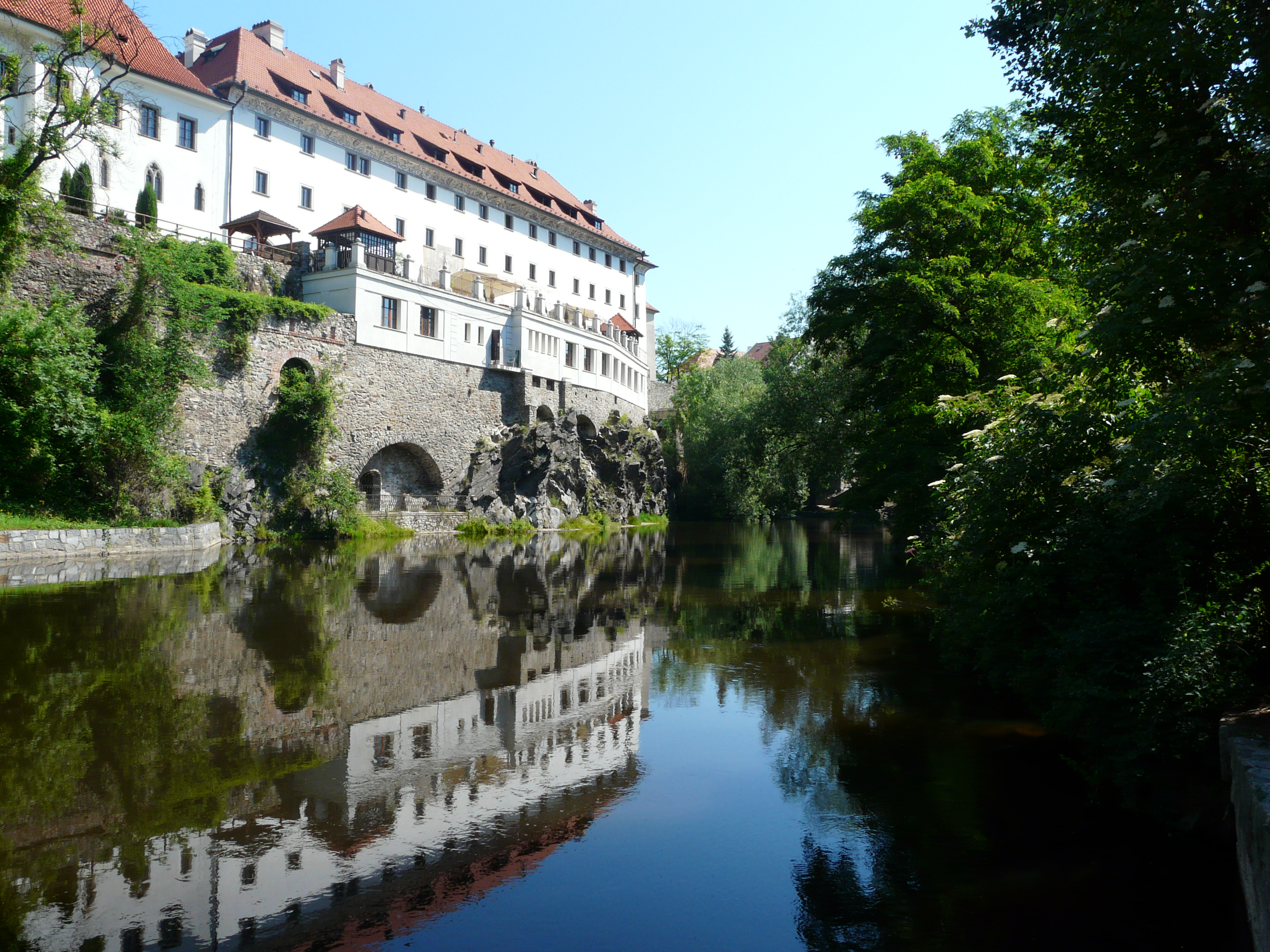
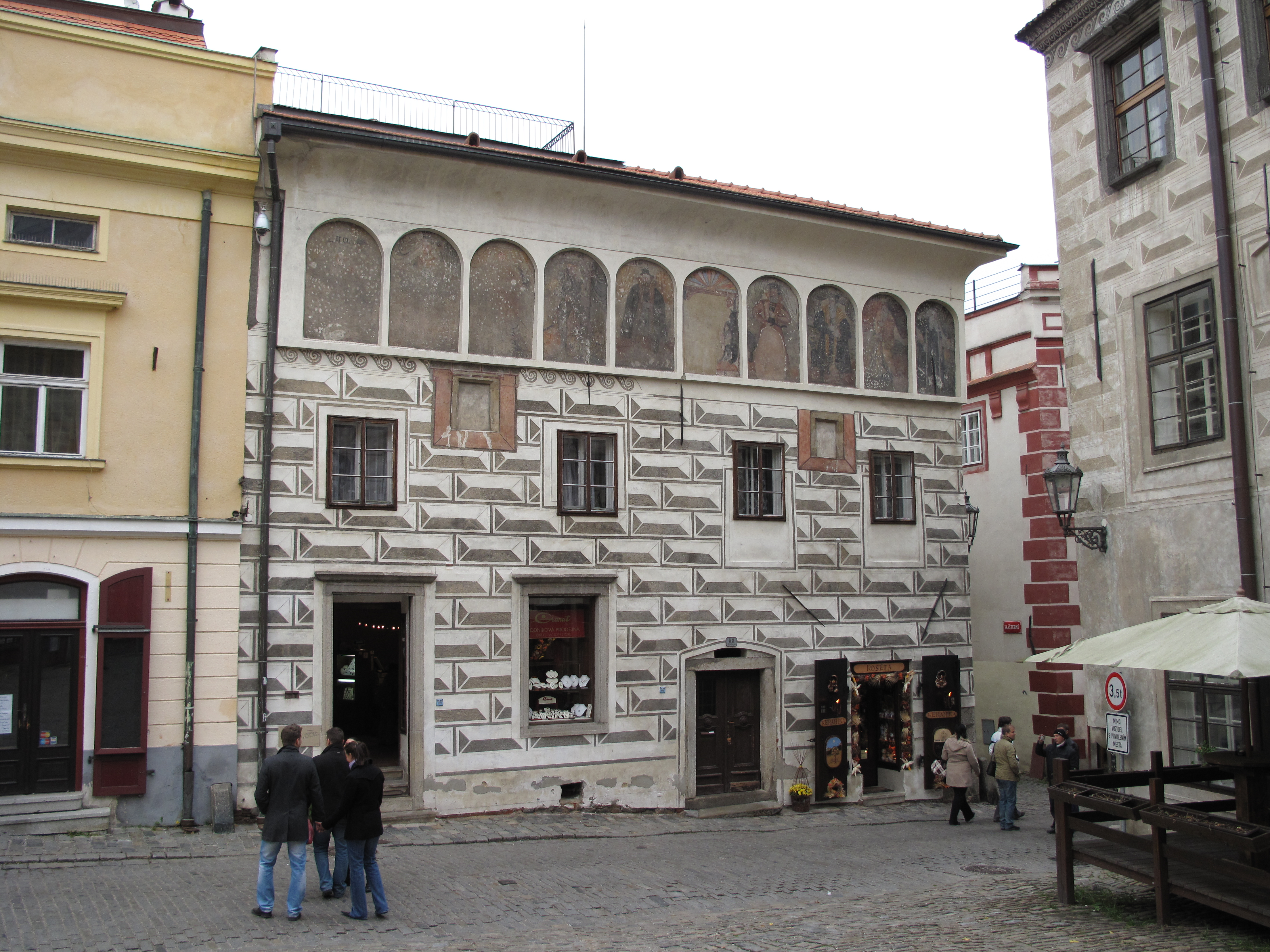
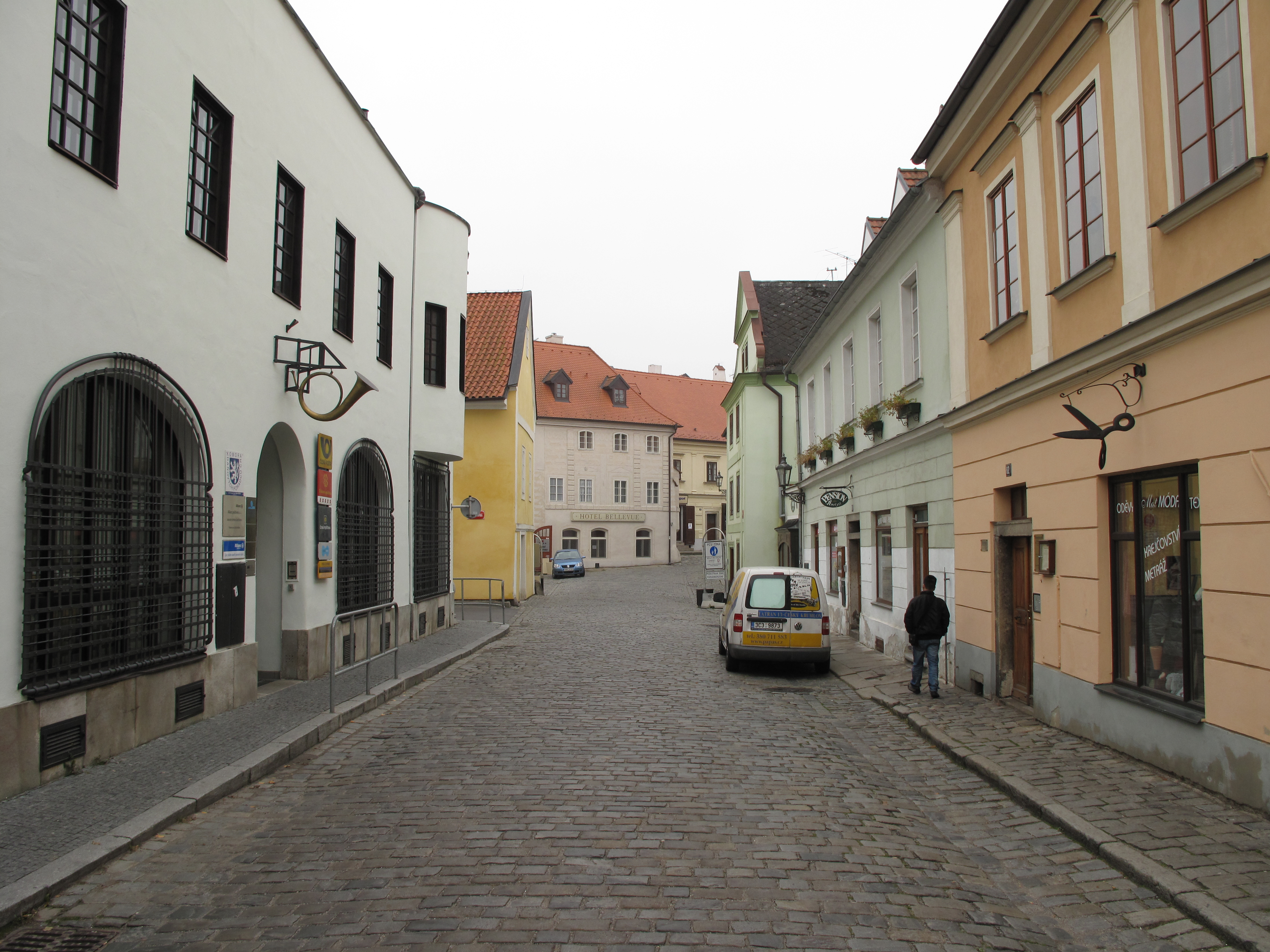

## Jumelages
La ville de Český Krumlov est jumelée avec :
- Hauzenberg (Allemagne)
- Kalouch (Ukraine)
- Llanwrtyd Wells (en) (Royaume-Uni)
- Miami Beach (États-Unis)
- San Gimignano (Italie)
- Slovenj Gradec (Slovénie)
- Vöcklabruck (Autriche)

La ville de Český Krumlov est partenaire de :
- Cuzco (Pérou)
- Dubrovnik (Croatie)
- Kuressaare (Estonie)
- Linz (Autriche)